# Derive
Derive (pronunciado /dɪˈraɪv/) fue un programa de cálculo matemático avanzado que comprendía el manejo de variables, expresiones algebraicas, ecuaciones, funciones, vectores, matrices, trigonometría, etc. También tenía capacidades de calculadora científica, y podía representar funciones gráficas en dos y tres dimensiones en varios sistemas coordenados.

## Historia
Derive fue un programa de álgebra computacional (CAS) desarrollado como un sucesor de muMATH por Soft Warehouse en Honolulu, Hawái, EE. UU., actualmente es propiedad de Texas Instruments. La primera versión en el mercado fue en 1988.
En la evolución de Derive a TI-CAS, pasó de ser una aplicación informática a estar incluido en las calculadoras TI-89 y TI-Nspire CAS de Texas Instruments. Estuvo disponible también para las plataformas Windows y DOS. Fue descontinuado el 29 de junio de 2007 en favor de  TI-Nspire CAS. Su última versión fue la 6.1 para Windows.